# Trichlorfluormethan
Trichlorfluormethan, také nazývaný freon-11, CFC-11 nebo R-11, je chlor-fluorovaný uhlovodík. Jeho teplota varu je blízko standardní teplotě. Kvůli podílu na poškozování ozonové vrstvy je produkce CFC-11 od konce 80. let zakázána.

## Použití
R-11 byl prvním široce používaným chladivem. Vzhledem ke své vysoké teplotě varu (ve srovnání s jinými chladivy) může být použit v zařízeních, která pracují za nízkého tlaku, na rozdíl od R-12 a R-22.
Trichlorfluormethan se používá jako referenční sloučenina v 19F-nukleární magnetické rezonanci.

## Škodlivost vůči ozonové vrstvě
R-11 má potenciál poškozování ozonové vrstvy 1,0 (stejný jako R-12). Z tohoto důvodu bylo užívání látky v roce 1987 zakázáno Montrealským protokolem; v okamžiku zákazu představovala celková produkce 300 tisíc tun ročně.
V roce 2018 byl zjištěn opětovný dlouhodobější nárůst CFC-11 v atmosféře (už od roku 2013), způsobený pravděpodobnou ilegální produkcí v oblasti jihovýchodní Asie; jako první upozornil na problém americký Národní úřad pro oceány a atmosféru. Pozdější vyšetřování odhalilo užívání látky při výrobě izolačních pěn v různých továrnách ve východní Číně. Po zásahu čínských orgánů došlo ke snížení celosvětových emisí CFC-11.